# Keaweʻopala
Keawe'ōpala, né vers 1728 et mort en 1755, est un souverain de l'île d'Hawaï (Aliʻi nui), qui régna tant que roi d'Owyhee à la suite de son père Alapainui, entre 1754 et 1755, avant d'être assassiné par Kalaniopu'u. 
Il est le grand-père du prince Charles Kanaina et l'arrière-grand-père du roi Lunalilo, dernier souverain de la Maison de Kamehameha.

## Biographie
Fils aîné et héritier de l'usurpateur, Alapainui, roi d'Owyhee. Avec Moana Wahine, Keawe'ōpala engendra plusieurs enfants dont un nommé Kalaimanokaho'owaha dit Kanaina, qui sera emmené à la cour du nouveau roi Kalaniopu'u pour servir de commandant royal en tant que nouvel allié. 
En 1754, après le décès de son père, il accède au trône mais doit néanmoins affronter la rébellion du chef Kalaniopu'u qui tente de reprendre le contrôle du royaume d'Owyhee, dans l'île d'Hawaï, au profit de sa famille, elle-même chasser du trône par Alapainui quelques années plus-tôt. Vaincu, Keawe'opala est assassiné par Kalaniopu'u qui lui succède. 